# Соловйов Олександр Леонідович
Соловйов Олександр Леонідович (15 березня 1898, Борисоглібськ Тамбовської губ. — 25 червня 1973, Москва) — український та російський кінорежисер, сценарист.

## З життєпису
Закінчив Державний технікум кінематографії і режисерський факультет Державного інституту кінематографії (1954).
Знявся у фільмі «Заляканий буржуй» (1919). Був заступником директора і режисером Ялтинської кінофабрики, де поставив кінокартину «Троє» (1928). На Одеській кіностудії створив фільми: «Закони шторму» (1928), «Бенефіс клоуна Жоржа» (1928), «П'ять наречених» (1929), «Вибухлі дні» (1930), на Київській: «Вогні над берегами» (1931, авт. сцен.), «Фронт» (1931, авт. сцен.).
Викладав на сценарному факультеті Всесоюзного державного інституту кінематографії у Москві.